# Alokasiasläktet
Alokasiasläktet, (Alocasia), är ett växtsläkte med cirka 70 arter i familjen kallaväxter från i huvudsak sydöstra Asien. De liknar mycket arterna i tarosläktet (Colocasia) men har välutvecklade jordstammar, bladens basflikar är spetsiga och fröna är få.
Flera av arterna i släktet är populära krukväxter, som Alocasia x amazonica (amazonsköld) och Alocasia sanderiana (skelettsköld).